# Соку
Соку (рум. Socu) — село у повіті Горж в Румунії. Входить до складу комуни Бербетешть.
Село розташоване на відстані 211 км на захід від Бухареста, 24 км на південний схід від Тиргу-Жіу, 67 км на північ від Крайови.

## Населення
За даними перепису населення 2002 року у селі проживали 388 осіб, усі — румуни. Усі жителі села рідною мовою назвали румунську.